# Florimond Denis
Florimond Henri Antoine Denis (Mechelen, 29 augustus 1823 – aldaar, 30 januari 1899) was een Belgisch advocaat en politicus voor de Liberale Partij.

## Levensloop
Denis werd in 1846 advocaat. Hij was liberaal gemeenteraadslid sinds 1873 en werd in 1882 schepen van Mechelen onder burgemeester Philibert Verhaghen. Hij bleef schepen tot aan de gemeenteraadverkiezingen van 1884. Na de gemeenteraadsverkiezingen van 1895 – de eerste volgens het algemeen meervoudig stemrecht - werd hij burgemeester.  Nadat deze verkiezingsuitslagen waren vernietigd na een klacht van de Katholieke Partij won hij ook de verkiezingen van 1896. Hij volgde in deze functie François Broers op. Denis bleef burgemeester tot zijn overlijden in januari 1899 en maakte aldus de verkiezingsnederlaag van oktober 1899 niet meer mee. hij werd opgevolgd door Edouard De Cocq.
Tevens was hij bevelhebber van de burgerwacht en rechter van de stad Mechelen sinds 1884.